# Waisengeld
Waisengeld bezeichnet im Recht der Beamtenbesoldung die Versorgungsbezüge, die ein Kind eines verstorbenen Beamten regelmäßig wiederkehrend beziehen kann. In der Sozialversicherung ist die Bezeichnung Waisenrente üblich.
Beim Tod eines Bundesbeamten erhalten der hinterbliebene Ehegatte und die Abkömmlinge einmalig ein Sterbegeld als Zuschuss zu den Beerdigungskosten in Höhe des Zweifachen der Dienstbezüge (§ 18 BeamtVG).

## Rechtsgrundlagen
Das Waisengeld ist für Bundesbeamte im Beamtenversorgungsgesetz (BeamtVG) geregelt, für die Beamten der deutschen Länder und Kommunen in den Landesbeamtengesetzen.
Solange der Beamte noch lebt, ist der Anspruch auf Waisengeld ein – dem Anwartschaftsrecht vergleichbarer – bedingter Anspruch, der dem Beamten selbst, nicht der Waise zusteht. Nach dem Tod des Beamten erlangen die Kinder einen eigenständigen Anspruch auf Waisengeld.
Wenn der verstorbene Beamte eine Dienstzeit von mindestens fünf Jahren abgeleistet hat oder vorher dienstunfähig geworden ist, erhalten die Kinder Waisengeld (§ 23, § 4 Abs. 1 BeamtVG), ausgenommen Stief-, Pflege- und Schwiegerkinder. Auch wenn das Kindschaftsverhältnis erst nach Eintritt in den Ruhestand durch Annahme als Kind begründet wurde, erhält das Kind kein Waisengeld. Es kann jedoch bei Bedürftigkeit ein Unterhaltsbeitrag nach Ermessen bis zur Höhe des Waisengeldes bewilligt werden.
Das Waisengeld wird nach § 61 Abs. 1 BeamtVG grundsätzlich bis zum 18. Lebensjahr gezahlt. Es wird auf Antrag für die Dauer einer Berufsausbildung bis zum 27. Lebensjahr gewährt (§ 61 Abs. 2 Nr. 1 BeamtVG). In Baden-Württemberg wird das Waisengeld jedoch maximal bis zum 25. Lebensjahr gewährt (§ 42 Abs. 2 LBeamtVGBW). Eine Zahlung für Zeiten nach Vollendung ihres 27. Lebensjahres einer behinderten Waise (sog. Behinderten-Waisengeld) setzt voraus, dass die Behinderung bei Vollendung des 27. Lebensjahres bestanden hat und die Waise ledig, verwitwet oder ohne hinreichenden Ehegattenunterhalt ist (§ 61 Abs. 2 Nr. 2 BeamtVG).
Eine Einkommensanrechnung auf das Waisengeld findet seit dem 1. Januar 2016 nicht mehr statt. Lediglich das nicht zum Kernbestand der Alimentation gehörende Behindertenwaisengeld hat als Ausfluss nachwirkender Fürsorge des Dienstherrn Unterhaltsersatzfunktion mit der Begrenzung durch Anrechnung eigenen Einkommens.

## Höhe des Waisengelds
Das Waisengeld beträgt nach § 24 BeamtVG bei Halbwaisen 12 Prozent, bei Vollwaisen 20 Prozent des Ruhegehaltes, das der Beamte erhalten hätte, wenn er am Todestag in den Ruhestand eingetreten wäre. Vollwaisen erhalten zusätzlich zum Waisengeld noch den Familienzuschlag. Erhält die Vollwaise nicht bereits Kindergeld, wird auch ein Betrag entsprechend der Höhe des Kindergeldes gezahlt.
Ist der Beamte an den Folgen des Dienstunfalles verstorben, beträgt das Unfall-Waisengeld 30 Prozent des Unfallruhegehalts (§ 39 Abs. 1 Satz 1 Nr. 2 BeamtVG).

## Waisengeld als Einkommen
Waisengelder aus dem früheren Dienstverhältnis des Verstorbenen sind als Versorgungsbezüge steuerpflichtiger Arbeitslohn, wenn sie den Versorgungsfreibetrag übersteigen (§ 19 Abs. 2 EStG). Waisenrenten als Leistungen der Sozialversicherung werden dagegen nicht im Zusammenhang mit einer Beschäftigung bezogen und sind deshalb kein Arbeitsentgelt im Sinne des § 14 SGB IV.
Waisenrenten und Waisengelder gelten beide als Einkommen gemäß § 21 Abs. 3 Satz 1 Nr. 1 BAföG und werden oberhalb der Freibeträge aus § 23 Abs. 4 Nr. 1 BAföG auf die Ausbildungsförderung angerechnet.